# Franz von Lauer

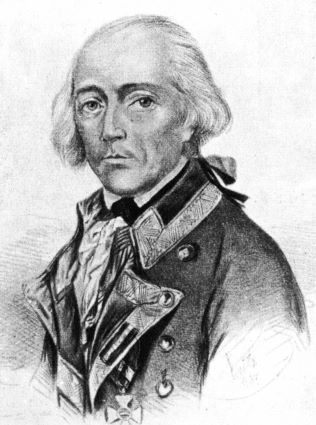
Franz von Lauer.

Franz von Lauer, född den 11 maj 1736, död den  11 september 1803 i Krems, var en österrikisk general.
Lauer studerade teknik och inträdde 1755 i den österrikiska armén. Han deltog i sjuårskriget, under vilket han blev befordrad till kapten. År 1773 blev han major, 1779 överstelöjtnant och 1783 överste. Under kriget mot turkarna blev han generalmajor och han fick riddarkorset i Maria-Teresiaorden för sina handlingar under belägringen av Belgrad 1789. Han adlades 1790.
Lauer stred 1793-1794 vid Rhen under Dagobert Wurmser. Den 13 oktober 1793 besegrade de fransmännen i slaget vid Wissembourg. Lauer belägrade framgångsrikt Fort-Louis på en ö i floden Rhen. Den 14 november lämnade den franska garnisonen på 4500 män över fortet. Han belägrade framgångsrikt Mannheim 1795. För erövringen av en skans den 30 oktober fick han kommendörskorset av Maria-Teresiaorden och befordran till generallöjtnant följde den 4 mars 1796.
Lauer restaurerade befästningen i Mantua i augusti 1796 medan staden var belägrad. Den 19 augusti skickade kejsar Frans II i Tysk-romerska riket en order till Wurmser att undsätta staden. Lauer, som samtidigt utnämndes till hans stabschef, antog att den franska hären för att begränsa förlusterna inte skulle reagera tillräckligt kraftigt på en snabb österrikisk offensiv. Det visade sig vara en felaktig bedömning. Napoleon krossade Wurmser i slaget vid Bassano den 8 september. De trupper som fanns kvar i Mantua kapitulerade den 2 februari 1797.
Kejsaren ersatte Pál Kray, efter att denne från maj till juli 1800 lidit nederlag mot Jean Victor Marie Moreau, med den artonårige ärkehertigen Johan av Österrike, som fick Lauer som andreman. Lauer vädjade till kejsaren om en förlängning av vapenvilan. Den 12 november bröt kriget ut igen. Franz von Weyrother, ärkehertigens stabschef, övertygade Johan och Lauer om att de borde föra en offensiv strategi. Österrikarna vann slaget vid Ampfing den 1 december 1800. Den 3 december marscherade österrikarna i fyra kolonner genom oländig terräng till slaget vid Hohenlinden. Moreau lockade in österrikarna i ett bakhåll och den österrikiska armén led ett tungt nederlag. Lauer tog på sig skulden och lämnade armén 1801.